# KK Zadar
Maillots
Le KK Zadar est un club de basket-ball croate, évoluant dans la ville de Zadar. Le club participe actuellement à la Ligue adriatique et à la A1 Ožujsko League (première division croate).

## Historique
Le club a été fondé en 1945, bien que Zadar soit le berceau du basket-ball croate dès 1924. Le KK Zadar est l'un des plus beaux palmarès du pays.
Le club joue actuellement à la Zadar Arena, avec une capacité de 9 000 places.

## Palmarès
- Champion de Yougoslavie : 1965, 1967, 1968, 1974, 1975, 1986.
- Vainqueur de la Coupe de Yougoslavie : 1970
- Vainqueur de la Coupe de Croatie (Kup Krešimira Ćosića) : 1998, 2000, 2003, 2005, 2006, 2007, 2020, 2021
- Vainqueur de la Ligue adriatique : 2003
- Champion de Croatie : 1946, 1947, 2005, 2008, 2021.

## Joueurs et personnalités du club

### Entraîneurs successifs
- Luciano Valčić
- Rudolf Jugo
- Vlado Vanjak
- 1953-1966 :   Enzo Sovitti
- 1985-1986 :  Vlade Đurović
- 1992-1993 :  Danijel Jusup
- 1996-1999 :  Danijel Jusup
- 1999-2000 :  Ivica Burić
- 2002-2004 :  Danijel Jusup
- 2007-2008 :  Aleksandar Petrović
- 2009-2010 :  Zmago Sagadin
- 2010-2011 :  Danijel Jusup
- 2012-2013 :  Aramis Naglić
- 2019-2020 :  Danijel Jusup
- 2022- :  Danijel Jusup

### Joueurs célèbres ou marquants
- Marko Banić
- Miro Bilan
- Krešimir Ćosić
- Mladen Erjavec
- Josip Gjergja
- Goran Kalamiza
- Tomislav Knežević
- Arijan Komazec
- Emilijo Kovačić
- Davor Marcelić
- Davor Pejčinović
- Hrvoje Perinčić
- Hrvoje Perić
- Veljko Petranović
- Marko Popović
- Petar Popović
- Dino Rađa
- Damir Rančić
- Jurica Ružić
- Tomislav Ružić
- Dario Šarić
- Stipe Šarlija
- Branko Skroče
- Rok Stipčević
- Damir Tvrdić
- Jakov Vladović
- Josip Vranković
- Stojko Vranković
- Brandon Brown
- Malik Dixon
- Micah Downs
- Kyle Hill
- Julius Johnson
- Trent Plaisted
- Romeo Travis
- Dejan Bodiroga
- Tullio Rokličer
- Michael Meeks
- Vladimir Boisa
- Todor Gečevski